# Токсокароза
Токсокароза или aскаридадоза е нематодно заболяване на тънките черва при кучето и други хищни месоядни бозайници. Боледува и човек.

## Етиология
Причинителите на заболяването са кръглите червеи Toxocara canis, Toxocara cati и Toxascaris leonina.

## Епизоотологични особености
Кучетата се заразяват след като поемат храна и вода, замърсена с инвазионни яйца. Възрастните женски глисти, които се намират в червата на кучето, снасят яйца и те с фекалиите се изхвърлят във външната среда. Инвазираните яйца с храната попадат в храносмилателната система. Пробиват лигавицата на червата и започват да се развиват. Излюпените лаври след 10 – 12 дни обратно навлизат в чревния канал и в него за около 30 – 35 дни възвръщат биологическото си развитие.
Възрастните глисти имат вретеновидна форма и са оцветени светложълто. Мъжките паразити достигат на дължина до 4-6 см., а женските до 8-12 см. В организма на кучето глистите имат токсично действие, което се дължи на отровните вещества, отделящи се от паразита. Вследствие на тях кучетата изостават от нормалното си физическо състояние и отслабват. Когато кучетата са силно инвазирани, глистите запушват напълно чревния канал, което става причина за тяхното разкъсване и получаване на перитонит.

## Признаци
Опаразитените кучета са физически слаби и рахитични. Апетитът им е променлив или извратен – изяждат изпражненията си (копрофагия). Храносмилането е нарушено – повръщат, имат диария, а след нахранване коремът им е силно подут, болезнен и хълцат. С напредване на болестта нервната система се разстройва – наблюдават се некоординирани движения, епилептични припадъци и прогресираща парализа.

## Лечение
Лекуването е успешно със съвременните антипаразитни средства, които се дават на опаразитените кучета по определена схема.

## Профилактика
Периодична дехилментизация на кучетата. Събиране на изпражненията след обезпаразитяване, изгаряне или закопаване дълбоко в земята. Редовно почистване и дезинфекция с дезинфекционни разтвори на постелята, леглото, къщичката и мястото, което се обитава от кучето. Не се дава за храна, която е замърсена от кучешки изпражнения.